# Jakub Wygodzki
Jakub Wygodzki, także Jakub Wygodski, Jaakow Wigodski, Yakov Wigodski, ros. Яков Ефимович Выгодский; jidysz יעקב וויגאדסקי; lit. Jokūbas Vygodskis (ur. 22 marca?/3 kwietnia 1856 w Bobrujsku, zm. 1941 w Wilnie) – wileński lekarz, działacz syjonistyczny i społeczno-kulturalny, minister Litwy ds. żydowskich, radny Wilna i poseł na Sejm II RP I i II kadencji (1922–1930).

## Życiorys
Urodził się jako najstarszy spośród siedmiu synów Jechela i Romy z Goldbergów. Wychowany w surowej atmosferze religijnej rodziny chasydzkiej wiernej tradycji Chabad-Lubawicz. Ukończył gimnazjum w Mariampolu, studia medyczne w Wojskowej Akademii Lekarskiej w Petersburgu (1882). Następnie specjalizował się w Wiedniu, Paryżu i Berlinie w zakresie ginekologii. W 1883 osiadł w Wilnie, gdzie angażował się w działalność społeczną i polityczną, stając się przywódcą wileńskich Żydów. Działacz ruchu syjonistycznego od lat 90. XIX w. Był ordynatorem i dyrektorem w wileńskich szpitalach. Współtworzył rosyjską Partię Konstytucyjno-Demokratyczną na Wileńszczyźnie.
W czasie I wojny światowej w okresie niemieckiej okupacji Wilna sprzeciwił się nałożonej na Żydów kontrybucji. Został za to aresztowany (marzec 1917) przez władze niemieckie i umieszczony w obozie jenieckim, gdzie przebywał 13 miesięcy (początkowo w Czersku, następnie w Celle).
W kwietniu 1918 powrócił do Wilna i opowiedział się po stronie odrodzonego państwa litewskiego, został ministrem ds. żydowskich w rządzie litewskim. W latach 1919–1929 sprawował mandat radnego w Wilnie, prezesował tamtejszej gminie żydowskiej.
Po wkroczeniu bolszewików do Wilna (1920) został aresztowany i umieszczony w więzieniu na Łukiszkach, a jego dokumenty związane z pracami w Tarybie skonfiskowano.
Po zajęciu Wileńszczyzny przez Polskę posłował na Sejm I i II kadencji z listy Bloku Mniejszości Narodowych. Na początku II kadencji przewodniczący Koła Żydowskiego.
Autor wielu artykułów naukowych o tematyce medycznej opublikowanych po rosyjsku, niemiecku i polsku. Publicystykę społeczno-polityczną podejmował w jidysz i po niemiecku. W jidysz także powstały zbiory jego wspomnień z młodości i okresu I wojny światowej.
Jeden z czołowych animatorów żydowskiego życia teatralnego w Wilnie: Wilner Trupe (Trupa Wileńska), Żydowskie Towarzystwo Teatralne (Towarzystwo „Przyjaciół Teatru Żydowskiego”). Autor licznych publikacji na temat teatru jidysz.
Po zajęciu Wilna przez Litwę w październiku 1939 r. jedna z gazet litewskich opublikowała jego kontrowersyjną wypowiedź, że "wileńscy Żydzi przez całe lata marzyli o włączeniu miasta do Litwy i czują się litewskimi patriotami". Po wkroczeniu wojsk niemieckich na podporządkowaną wówczas ZSRR Litwę (22 czerwca 1941) i rozpoczęciu okupacji niemieckiej był przez pewien czas członkiem Judenratu w wileńskim getcie.  Odmówił jednak współpracy z Niemcami, co stało się przyczyną jego śmierci w sierpniu 1941.